# Internet Explorer
Chronologie des versions
Microsoft Edge
Internet Explorer, souvent abrégé IE, est un navigateur web ancien développé par la société américaine Microsoft, qui était préinstallé par défaut sur Windows. À partir de la fin des années 1990, il a surpassé Netscape Navigator et a été le navigateur le plus utilisé au monde jusqu'en 2012, atteignant plus de 95 % de part de marché en 2004. Cependant, sa popularité a chuté, atteignant moins de 1 % de part de marché en mars 2021, et il n'est plus activement développé. Microsoft a remplacé Internet Explorer par Microsoft Edge, dont le développement a débuté en 2015, d'abord basé sur EdgeHTML, puis, depuis 2020, sur Chromium.
Une version Internet Explorer Mobile a été créée pour les Windows Phone[Quand ?]. Microsoft a annoncé l'arrêt du support de ce navigateur en 2015 en raison de son utilisation relativement faible depuis la version 6. La version 11 d'Internet Explorer a coexisté avec Microsoft Edge dans Windows 10.
Depuis 2019, Microsoft recommande de ne plus utiliser Internet Explorer. Chris Jackson, un expert en cybersécurité chez Microsoft, incite les utilisateurs à abandonner cet ancien navigateur au profit de solutions plus modernes comme Chrome, Firefox, Opéra et Edge.
Le développement et le support d'Internet Explorer ont été définitivement arrêtés le 15 juin 2022, après vingt-sept années d'existence. Aujourd'hui, quand on va sur internet explorer, cela ramène sur Microsoft Edge et un extension est disponible pour beaucoup de sites web pour mettre comme sinon était sur internet explorer.

## Historique
Au milieu des années 1990, à l'ère de la démocratisation du Web dans les foyers du monde, Internet Explorer 1.0 est créé sur la base du navigateur Spyglass Mosaic. À cette période, IE est diffusé sous la forme d'une option dans le premier pack plus! de Windows 95 (ce pack étant payant), pour concurrencer NCSA Mosaic, et le navigateur dominant Netscape Navigator alors payant.
Diffusée avec Windows NT 4.0 à partir de novembre 1995, la version 2.0 supporte également le système d'exploitation Mac OS. Cette version introduit le support du JavaScript, la gestion des cadres, le SSL (Secure Socket Layer), l’utilisation des cookies et le NNTP pour les newsgroups.
Livrée avec la version OSR1, et intégrée dans la version OSR2 de Windows 95 en août 1996, la version 3.0 marque l'adoption de l'icône du logiciel (le e bleu à la place de la planète Terre). Elle marque aussi de grands changements dans l'interface du logiciel (qui n'évoluera plus beaucoup dans les versions ultérieures). Enfin quelques ajouts de fonctionnalités avec le support des fichiers de type MIDI et du début des feuilles de style en cascade.
Sortie en 1997 et intégrée à Windows 98, la version 4.0 prend le pas sur les parts de marché de Netscape. Cette version introduit le support du DHTML et marque le début de l'intégration totale de l'application dans le système (gestionnaire de fichiers, bureau, barre des tâches) et est donc désormais très difficile à désinstaller.
La version 5.0 d'Internet Explorer sort en 1999, elle est un temps portée sur les Unix Solaris et HP-UX mais a été vite abandonnée. Une version très différente, plus respectueuse des standards pour Mac OS n'est plus suivie depuis 2003 quand Apple développe son propre navigateur, Safari, livré par défaut sous OS X. En ce qui concerne les nouveautés, elle introduit le support de l’affichage du texte bi-directionnel, du XML et de l'XSL et revoit le support du CSS. C'est avec cette version que les problèmes de sécurité se font réellement ressentir.
Livrée avec Windows Me, la version 5.5 introduit l'utilisation du cryptage SSL en 128 bits.
En 2001, la version 6.0 est livrée avec Windows XP et n'est plus compatible avec Windows 95. Elle évolue par de petites mises à jour alors que d'autres navigateurs tels que Firefox ou Opera sont en plein essor et que des problèmes de sécurité se font ressentir. Fin 2004, le SP 2 de Windows XP améliore la sécurité d'IE 6 et lui ajoute le blocage des pop-ups. L'équipe de développement est dissoute en 2005.
En 2005, Microsoft lance le développement d'Internet Explorer 7, qui est livré dans Windows Vista, et qui est disponible pour Windows XP depuis le 18 octobre 2006. Il intègre la navigation par onglets, un agrégateur RSS, un filtre anti-hameçonnage, et des améliorations en ce qui concerne le rendu des standards (HTML 4.01/CSS 2) et d'autres, développées ci-après.
En 2008, la première version bêta d'Internet Explorer 8 est disponible au téléchargement. Comme annoncé, celle-ci passe le test Acid2 avec succès.
Le 19 mars 2009, Internet Explorer 8 est finalisé et rendu disponible au téléchargement. Il intègre la séparation des onglets en processus distincts, les accélérateurs, les Webslices, la navigation privée ainsi qu'un mode de rendu compatible IE 7 nommé « Affichage de compatibilité ».
En novembre 2009, Microsoft présente pour la première fois Internet Explorer 9 et rehausse ainsi sa réputation en ce qui concerne le respect des normes HTML, XHTML et CSS : auparavant, les divergences d'Internet Explorer vis-à-vis des standards devaient être contournées par les développeurs de sites Web.
En avril 2011, est présentée la version 10 du navigateur.
La version 11 sort le 17 octobre 2013 (sur Windows 8.1).
En 2015, Microsoft annonce le remplacement progressif d'Internet Explorer par Microsoft Edge, à partir de Windows 10, Internet Explorer restant disponible pour le seul maintien d'anciennes applications.

### 2022, l'arrêt du navigateur
En mai 2021, Microsoft annonce officiellement que son navigateur Internet Explorer sera définitivement retiré de Windows 10 d'ici le 15 juin 2022, au profit de son nouveau navigateur Microsoft Edge. Parmi les raisons, un coût de maintenance trop élevé et une obsolescence technologique. Un mois avant son arrêt, sa part de marché parmi les navigateurs Web s'établissait à 0,64% loin derrière Google Chrome (près de 65%) et le Safari d'Apple (plus de 19%).
Son arrêt à partir du 15 juin 2022 lui vaut d'être saluée dans Le Monde comme « icône du web pour toute une génération ». Il fut le « navigateur le plus populaire du monde ; il est devenu ringard », commente Les Echos. Parmi les commentaires d'internautes, « certains rappellent les galères qu'ils ont connu avec le navigateur, tous soulignent qu'une partie de l'histoire du Web s'arrête », écrit Radio France.

## Part de marché

Parts de marché d'Internet Explorer, de 1994 à 2024

Le taux d'utilisation d'IE s'apparente jusqu'au milieu des années 2000 à celui de Windows, car c'est le navigateur intégré par défaut dans ce système d'exploitation. Depuis l'intégration d'Internet Explorer 2.0 dans Windows 95 OSR 1 en 1996, et surtout depuis la sortie de la version 4.0, son adoption fut grandement accélérée : de moins de 20 % en 1996 à environ 40 % en 1998 et plus de 80 % en 2000. En 2002, Internet Explorer avait presque complètement remplacé son principal rival, Netscape.
Après avoir gagné la guerre des navigateurs de la fin des années 1990, IE atteignit un pic d'utilisation de 95 % en 2002 et 2003.
Depuis, ses parts de marché diminuent de façon régulière, principalement en faveur de Firefox et surtout de Google Chrome. Cette diminution est surtout marquée en Océanie et en Europe, où son taux d'utilisation est, en avril 2009, à 63,6 %. Sa part de marché mondiale atteint 64,64 % en octobre 2009, dont 23,30 points pour la version 6. Cette version 6 devient alors moins utilisée que Firefox. IE reste cependant le navigateur le plus utilisé en 2009.
En 2014, il est deuxième en Europe et troisième en France.
Moyenne en pourcents :
- Chrome (Google) (67,7 %)
- Safari (Apple) (15,4 %)
- Edge + IE (Microsoft) (4,8 %)
- Firefox (Mozilla) (2,9 %)
- Samsung Internet (Samsung Electronics) (2,2 %)
- Opera (Opera Software) (1,5 %)
- Autres (5,5 %)

| Source      | Chrome (Google) | Safari (Apple) | Edge + IE (Microsoft) | Firefox (Mozilla) | Samsung Internet (Samsung Electronics) | Opera (Opera Software) | Autres |
| ----------- | --------------- | -------------- | --------------------- | ----------------- | -------------------------------------- | ---------------------- | ------ |
| StatCounter | 66,3 %          | 18,0 %         | 5,3 %                 | 2,6 %             | 2,3 %                                  | 2,1 %                  | 3,4 %  |
| W3Counter   | 69,1 %          | 12,8 %         | 4,3 %                 | 3,2 %             | 2,1 %                                  | 0,9 %                  | 7,6 %  |
| Moyenne     | 67,7 %          | 15,4 %         | 4,8 %                 | 2,9 %             | 2,2 %                                  | 1,5 %                  | 5,5 %  |

Parts de marché depuis 2008, selon StatCounter.

La version pour terminaux mobiles d'IE reste quant à elle encore timide en termes de parts de marché, même si elle commence à se faire une place parmi ses concurrents.
| Source      | Chrome (Google) | Safari (Apple) | Samsung Internet (Samsung) | Opera (Opera Software) | UC Browser (UCWeb) | Firefox (Mozilla) | Autres |
| ----------- | --------------- | -------------- | -------------------------- | ---------------------- | ------------------ | ----------------- | ------ |
| StatCounter | 66,9 %          | 22,7 %         | 3,6 %                      | 1,7 %                  | 1,3 %              | 0,6 %             | 3,2 %  |

## Systèmes d'exploitation supportés
|                              | Année | Moteur de rendu HTML       | Microsoft Windows | Microsoft Windows | Microsoft Windows | Microsoft Windows | Microsoft Windows | Microsoft Windows  | Microsoft Windows  | Microsoft Windows | Microsoft Windows | Microsoft Windows | Microsoft Windows | Microsoft Windows   | IBM OS/2      | Apple Macintosh | Apple Macintosh        | Apple Macintosh        | Apple Macintosh   | Apple Macintosh | Unix (HP-UX, Solaris) |
| 10, 8.1, 2019, 2016, 2012 R2 | Année | Moteur de rendu HTML       | 2012              | 8                 | 7, WS 08 R2       | Vista, WS 08      | WS 03             | XP                 | Me                 | 2000              | 98                | NT 4.0            | 95                | 3.1/NT 3.x          | IBM OS/2      | OS X PPC        | Mac OS 9 PPC           | Mac OS 8 PPC/68k       | Système 7 PPC/68k |                 |                       |
| Année                        | -     | -                          | 2013              | 2012              | 2012              | 2009              | 2006              | 2003               | 2001               | 2000              | 2000              | 1998              | 1996              | 1995                | 1992          | 1988            | 2001                   | 1999                   | 1997              | 1991            | (1990s)               |
| IE 11                        | 2013  | Trident 7.0                | Inclus            | Oui               | Non               | Oui (avec SP1)    | Non               | Non                | Non                | Non               | Non               | Non               | Non               | Non                 | Non           | Non             | Non                    | Non                    | Non               | Non             | Non                   |
| IE 10                        | 2012  | Trident 6.0                | Non               | Inclus            | Inclus            | Oui (avec SP1)    | Non               | Non                | Non                | Non               | Non               | Non               | Non               | Non                 | Non           | Non             | Non                    | Non                    | Non               | Non             | Non                   |
| IE 9                         | 2011  | Trident 5.0                | Non               | Oui               | Oui               | Oui               | Oui (avec SP2)    | Non                | Non                | Non               | Non               | Non               | Non               | Non                 | Non           | Non             | Non                    | Non                    | Non               | Non             | Non                   |
| IE 8                         | 2009  | Trident 4.0                | Non               | Non               | Non               | Inclus            | Oui               | Oui (avec SP2)     | Oui (avec SP2/SP3) | Non               | Non               | Non               | Non               | Non                 | Non           | Non             | Non                    | Non                    | Non               | Non             | Non                   |
| IE 7                         | 2006  | Trident                    | Non               | Non               | Non               | Non               | Inclus            | Oui (avec SP1/SP2) | Oui (avec SP2/SP3) | Non               | Non               | Non               | Non               | Non                 | Non           | Non             | Non                    | Non                    | Non               | Non             | Non                   |
| IE 6                         | 2001  | Trident                    | Non               | Non               | Non               | Non               | Non               | Inclus             | Inclus             | Abandonné 6.0 SP1 | Abandonné 6.0 SP1 | Abandonné 6.0 SP1 | Abandonné 6.0 SP1 | Non                 | Non           | Non             | Non                    | Non                    | Non               | Non             | Non                   |
| IE 5.5                       | 2000  | Trident                    | Non               | Non               | Non               | Non               | Non               | Non                | Non                | Inclus            | Oui               | Oui               | Oui               | Abandonné < OSR 2.5 | Non           | Non             | Non                    | Non                    | Non               | Non             | Non                   |
| IE 5.0                       | 1999  | Trident (Win) Tasman (Mac) | Non               | Non               | Non               | Non               | Non               | Non                | Non                | Non               | Inclus 5.01       | Inclus            | Oui               | Oui                 | Abandonné 5.0 | ?               | Abandonné 5.2.3 Inclus | Abandonné 5.1.7 Inclus | Abandonné 5.1.7   | Abandonné 5.1.7 | Abandonné 5.01 SP1    |
| IE 4.0                       | 1997  | Trident                    | Non               | Non               | Non               | Non               | Non               | Non                | Non                | Non               | Non               | Inclus            | Oui               | Inclus              | Oui           | ?               | Non                    | Inclus                 | Inclus            | Oui             | Oui                   |
| IE 3.0                       | 1996  | -                          | Non               | Non               | Non               | Non               | Non               | Non                | Non                | Non               | Non               | Non               | Oui               | Inclus              | Oui           | Win 3.1 version | Non                    | Non                    | Inclus            | Oui             | Beta                  |
| IE 2.0                       | 1995  | -                          | Non               | Non               | Non               | Non               | Non               | Non                | Non                | Non               | Non               | Non               | Inclus            | Inclus              | Oui           | Win 3.1 version | Non                    | Non                    | Non               | Oui             | Non                   |
| IE 1.5                       | 1996  | Spyglass                   | Non               | Non               | Non               | Non               | Non               | Non                | Non                | Non               | Non               | Non               | Oui               | Oui                 | Non           | Non             | Non                    | Non                    | Non               | Non             | Non                   |
| IE 1.0                       | 1995  | Spyglass                   | Non               | Non               | Non               | Non               | Non               | Non                | Non                | Non               | Non               | Non               | Non-libre Plus!   |                     | Non           | Non             | Non                    | Non                    | Non               | Non             | Non                   |

,,

## Versions
- Version 1.0 : 16 août 1995
- Version 2.0 : 22 novembre 1995
- Version 3.0 : 13 août 1996
- Version 4.0 : octobre 1997
- Version 5.0 : 18 mars 1999
- Version 5.5 : juillet 2000
- Version 6.0 : 27 août 2001
- Version 7.0 : 19 octobre 2006
- Version 8.0 : 19 mars 2009
- Version 9.0 : 14 mars 2011
- Version 10.0 : 26 octobre 2012
- Version 11.0 : 17 octobre 2013

|                                                                  |
| Internet Explorer Version 2.0 (6 septembre 1995-17 octobre 2006) |

|                                                                |
| Internet Explorer Version 3.0 (7 octobre 1996-14 octobre 2006) |

|                                                                  |
| Internet Explorer Version 4.0 (8 septembre 1997-27 octobre 2006) |

|                                                              |
| Internet Explorer Version 5.0 (31 août 1998-26 octobre 2006) |

|                                                 |
| Internet Explorer version 10 et 11 (alternatif) |

### Internet Explorer 7
Microsoft a mis à jour son logiciel phare avec la venue, le 18 octobre 2006, de Internet Explorer 7. Cette version est proposée en téléchargement par le biais de Windows Update comme mise à jour importante, mais peut être installée dès sa sortie sans attendre qu'il soit disponible sur Windows Update. Dans Windows Vista, IE n'est plus une application étroitement intégrée au système, et peut être désinstallée comme n'importe quel autre logiciel, ceci à des fins de sécurité et de respect de la concurrence. Cette nouvelle mouture remet en quelque sorte IE sur un pied d'égalité face à ses concurrents, bien qu'elle soit installée par défaut.
IE7 fait un pas en avant dans le respect des standards. Il corrige notamment une partie de ses défauts d'implémentation CSS2.1, et gère la transparence des PNG sans recours à un filtre propriétaire.
Microsoft s'est également attaché à améliorer la sûreté de son navigateur, grâce à un filtre anti-hameçonnage notamment, et à un système de classement des sites par zones.
Cette nouvelle version dispose d'une navigation par onglets. Ces onglets sont déplaçables, et modifiables entièrement dans le panneau de contrôle. On peut sauvegarder les onglets pour une utilisation ultérieure ainsi que visualiser tous les onglets ouverts en cliquant sur un seul et même bouton, pour les déplacer ou les fermer facilement en ayant un aperçu de la page active dans chacun des onglets. Les onglets sont nouveaux dans IE7, et ceux-ci permettent de n'avoir qu'une seule et même fenêtre de navigation dans sa barre des tâches.
De plus, IE7 désactive les ActiveX installés par défaut dans le navigateur pour en permettre un meilleur contrôle par l'utilisateur. Dans une version plus récente, les ActiveX sont de nouveau installés par défaut.
IE7 intègre un filtre anti-hameçonnage qui permet de vérifier instantanément (car n'étant pas un module externe indépendant) et sans ralentir la navigation, que le site visité n'appartient pas à une liste noire de sites Web falsifiés. Cette liste est mise à jour par Microsoft et les sociétés de sécurité qui surveillent ces sites.
Parmi les nouvelles avancées en ce qui concerne la sécurité de IE7 sur les versions PC, la version Windows Vista de IE7 offre une sécurité en plus dans l'utilisation du navigateur. En effet, Vista crée une zone isolée dans laquelle IE7 s'exécute. De ce fait, il est isolé du reste du système, ce qui devrait empêcher les logiciels espions ou autres logiciels malveillants d'infecter le système.

### Internet Explorer 8
Le 5 mars 2008, la première version bêta (Bêta 1) de Internet Explorer 8 a été publiée pour le grand public. Elle est destinée à Windows XP SP2, Windows Server 2003 SP2, Windows XP x64, Windows Vista et Windows Server 2008 pour les architectures 32 bits et 64 bits. Le 19 mars 2009, la version finale est disponible pour le grand public.
Le 11 juin 2009, Microsoft annonce que les versions européennes de Windows 7 ne seront pas fournies avec Internet Explorer 8, et ce pour respecter le souhait de la Commission européenne qui accuse Microsoft de vente liée. Finalement, un compromis sera trouvé et le navigateur sera quand même fourni avec le système d'exploitation. C'est la dernière version d'Internet Explorer compatible avec Windows XP.
Depuis le 8 avril 2014, Microsoft ne supporte plus cette version de son explorateur.

### Internet Explorer 9
La version finale d'Internet Explorer 9 est sortie le 14 mars 2011 aux États-Unis et le 15 mars 2011 en France à 2 heures locales.
IE 9 ne fonctionne pas sous Windows XP, ce qui a permis à Google Chrome de s'imposer, car Windows XP était l'un des systèmes d'exploitations encore les plus utilisés en 2011, une erreur de stratégie de la part de Microsoft qui va marquer le début de la fin pour Internet Explorer. Le but était que les utilisateurs abandonnent Windows XP pour une version plus récente de Windows, mais les utilisateurs ont généralement choisis un autre navigateur Web et la plupart ont choisi Google Chrome.
La version 8 s'étant fait largement distancer par ses concurrents aux niveaux rapidité, maîtrise des langages et interface, cette version promet, d'après son concepteur :
- Une compatibilité avec les standards en cours d'élaboration HTML 5 et CSS 3.
- Une vitesse d'exécution de JavaScript largement améliorée par rapport à IE 8, ce dernier étant très lent à ce sujet.
- Un respect des standards du web amélioré par rapport aux autres versions.
- Un affichage bien plus rapide en utilisant l'accélérateur graphique avec Direct2D (les prérequis système étant une carte graphique compatible DirectX 9 ou plus, et Windows Vista SP2 ou Windows 7, ce qui exclut Windows XP), il est programmé pour utiliser pleinement les processeurs multicœurs.

Internet Explorer 9 en version publique obtient 100 / 100 au test Acid3. IE 8 plafonne à 20 / 100.
Une première version bêta est sortie le 15 septembre 2010, suivie par une release candidate (le 10 février 2011) et par la version finale (le 15 mars 2011) qui obtient une note de 100 / 100 au test Acid3, ce qui devance le résultat de 95 de la bêta et de la RCL. L'interface s'éloigne de celle des précédentes versions et se rapproche de celle de Google Chrome.

### Internet Explorer 10
La version finale d'Internet Explorer 10 est sortie le 26 octobre 2012 date de sortie de Windows 8 et Windows RT sur lequel il n'est disponible que dans un premier temps (bien qu'une préversion soit sortie sur Windows 7 en novembre 2012 en attendant la version finale).
IE 10 ne fonctionne pas sous Windows XP ni Windows Vista contrairement à d'autres navigateurs de même génération tels que Mozilla Firefox et Google Chrome, qui sont même encore compatibles avec des OS antérieurs à Windows XP.
Cette version intègre 2 interfaces sur les Windows 8 et RT, une classique proche d'IE9 et une plus axée tactile reprenant les codes de Modern UI (ex-Metro).
Cette version 10 promet, d'après son concepteur :
- Le réglage DNT (Do Not Track) activé par défaut, ce qui demande aux publicitaires de ne pas pister les utilisateurs sur tous les sites web.
- De meilleures performances d’exécution du Javascript grâce à son nouveau moteur Chakra.
- Une sécurité accrue via une sandbox plus strict (Enhanced Protected Mode) qui active l'High Entropy Address Space Layout Randomization (HEASLR) (adressage aléatoire sur 64 bits). Cette protection est activée par défaut sur IE 10 Modern UI (cela empêche l'utilisation de plug-in externe tels que Silverlight ou java (Flash est intégré à IE10 mais ne fonctionne que sur un mode de liste blanche))
- Le support des technologies CSS3 : positioned floats, grid, flexbox, multi-column, regions, et hyphenation.
- Des effets visuels CSS3 : Text Shadow, 3D Transforms, Transitions, Animations et Gradient.
- Le support des technologies HTML5 : HTML5 Drag-drop, File Reader API, Media Query Listeners, Web Workers, les Web Sockets, Application Cache, IndexedDb ou encore le Strict mode de l’ECMAScript 5 et un premier essai sur les HTML5 Forms.
- Une amélioration de la sécurité via l’utilisation de la Sandbox HTML5 pour l’isolation des iFrames.
- Le support du Cross-Origin Resource Sharing (CORS) pour l’utilisation sécurisée de l’incontournable XMLHttpRequest entre plusieurs domaines.
- Support de l’API Writer pour blobBuilder, ce qui autorise les manipulations de gros objets binaires à travers des scripts.
- Support des tableaux typés JavaScript.
- Support de la propriété user-select dans les CSS ce qui permet de définir comment un utilisateur sélectionne un objet dans une page.
- Support des sous-titres dans les vidéos HTML5 avec timecode et positionnement. Le support s’étend sur plusieurs formats de fichiers.
- Une amélioration des performances et la capacité d’utiliser plus efficacement les capacités CPU/GPU en utilisant moins la batterie de l’ordinateur portable.

### Internet Explorer 11
La première version stable est sortie le 17 octobre 2013 pour Windows 8.1 et le 7 novembre 2013 sous Windows 7. Les principales innovations sont le support de WebGL et la prise en charge du protocole SPDY. Cette version 11 est la dernière version d'Internet Explorer, remplacé par le navigateur Microsoft Edge lancé en 2015.

### Surcouches d'IE (IE 6 et supérieurs)
(décembre 2016).
Au fil des années, des logiciels dits surcouches ont fait leur apparition pour le navigateur, afin de lui adjoindre de nouvelles fonctionnalités, telles que la fermeture des pop-ups ou encore la navigation par onglets, lorsque celles-ci n'étaient pas encore présentes dans IE. Voici une liste des surcouches les plus courantes[réf. nécessaire] :
- Maxthon (anciennement nommé MyIE2)
- AOL Explorer
- Avant Browser
- Crazy browser
- Netcaptor
- Neoplanet
- AccoBrowser
- Navigateur Orange

Chaque surcouche est compatible avec certaines versions d'Internet Explorer.

### Arrêt du support
Microsoft a fixé l'arrêt du support d'Internet Explorer au 15 juin 2022. Navigateur incompatible avec Windows 11, c'est le navigateur Microsoft Edge qui prend la relève pour la marque Microsoft,,.

## Critiques

### Sécurité
Pour corriger les failles importantes d'Internet Explorer 6, une importante mise à jour a été fournie aux seuls utilisateurs de Windows XP au sein du service pack 2 (2004) pour ce système, permettant notamment de bloquer les fenêtres intruses, et un meilleur contrôle des ActiveX.
IE est souvent déclaré moins sûr que Mozilla Firefox. Certains mettent en cause sa sécurité basée sur l'obscurité.
Certains sites web de sécurité proposent une liste de vulnérabilités (dites « failles ») connues et toujours non corrigées dans le navigateur. Toutefois, il faut prendre ces informations avec du recul. Les failles pointées n'en sont pas toujours.
La firme a publié en juillet 2009 les résultats d'une étude de sécurité concernant Internet Explorer 8. Ces résultats ont été rapidement mis en cause, l'étude ayant été directement financée par Microsoft.
En janvier 2010, les gouvernements allemand et français avaient déconseillé son usage (toutes versions confondues), recommandant alors de migrer vers des navigateurs web alternatifs (Safari, Opera, Google Chrome, Mozilla Firefox…) le temps qu'une vulnérabilité soit corrigée.
En 2019, Chris Jackson, expert en cybersécurité de Windows chez Microsoft, encourage les utilisateurs à délaisser l’ancien navigateur par défaut de Windows pour lui préferer des navigateurs alternatifs plus modernes (Google Chrome, Mozilla Firefox, Opera, Microsoft Edge…). Il publie dans un article « les dangers d’utiliser Internet Explorer comme navigateur par défaut ».

### Respect des standards
Microsoft participe au développement des standards du Web à travers les groupes de travail du W3C, comme l'illustre le HTML Working Group (en) chargé de produire la future spécification HTML5, codirigé par Chris Wilson, responsable des programmes pour la plate-forme IE.
La question du manque de respect de ces standards par Internet Explorer s'est popularisée au début des années 2000 avec le succès des navigateurs alternatifs, leurs promoteurs en faisant un argument concurrentiel face à Microsoft. Dans ce contexte, elle est cependant l'objet de confusions récurrentes, et ne concerne en fait qu'un champ réduit dans l'ensemble variable des normes et standards que peut couvrir cette expression.
En premier lieu, Internet Explorer n'autorise pas le traitement de documents XHTML dotés du type de contenu spécifique application/xhtml+xml et limite l'usage d'XHTML à son mode de compatibilité HTML, ce qui le rend théoriquement incompatible avec XHTML 1.1. En revanche, le support d'HTML4.01 et d'XHTML1.0 (en mode de compatibilité HTML) est similaire à celui des autres navigateurs.
En second lieu, avec l'adoption croissante du modèle de développement Web normalisé par le W3C au début des années 2000, le moteur de rendu Trident d'IE6 a été critiqué de plus en plus visiblement par des webmestres, à cause de son implémentation incomplète et défaillante de CSS2 et de la cessation de son développement après IE6.
Depuis la version 7, cette translucidité est supportée par Internet Explorer sans recours à une implémentation propriétaire. Cette version améliore également le support de CSS2.1. Enfin, Microsoft a annoncé en décembre 2007 que la version en développement de IE8 s'améliorait dans le test Acid2, mais les progrès sont encore faibles et il faudra attendre IE9 pour véritablement arriver aux standards actuels en matière de respect des standards, comme Mozilla Firefox ou Google Chrome.

### Entraves à la concurrence
- 1998 : aux États-Unis « le ministère de la Justice et vingt États ont engagé des poursuites pour violation de la loi antitrust », il est reproché à Microsoft de favoriser son logiciel Internet Explorer de façon déloyale, au détriment d'autres logiciels navigateurs web. Après la rupture des négociations entre le gouvernement américain et la multinationale, un procès eut lieu. Microsoft fut condamnée à être divisée, Bill Gates fit appel. En 2001, « sur les trois principaux griefs reprochés à Microsoft, les juges n'en ont retenu qu'un seul, estimant que le groupe avait usé de pratiques agressives et anticoncurrentielles pour maintenir son monopole sur le marché des systèmes d'exploitation. »[44].
- 2009 : la Commission européenne classe son enquête sur un éventuel abus de position dominante après que Microsoft a accepté d'intégrer à Windows 7 un écran multi-choix (« ballot screen »), permettant au consommateur de choisir entre Internet Explorer, Mozilla Firefox, Google Chrome, etc[45]. Voir BrowserChoice.eu.
- 2012 : disparition (de Windows 7) durant 19 mois[46] de l'écran que « La Commission européenne avait obligé Microsoft à retourner jusqu'en 2014 le fameux « ballot screen » permettant au consommateur de choisir quel navigateur devait être installé puis configuré par défaut », Microsoft affirme qu'il s'agit d'un bug[47]. En 2013, Que choisir informe que « La Commission européenne vient d’infliger une amende de 561 millions d’euros au géant de Redmond pour non-respect de ses engagements. »[48].